# José Manuel Moreno
Pour les articles homonymes, voir Moreno.
José Manuel Moreno (3 août 1916 - 26 août 1978), surnommé El Charro, est un footballeur argentin. Moins connu que Pelé, Diego Maradona ou Alfredo Di Stefano, José Manuel Moreno a pourtant révolutionné le football dans les années 1940 et 1950. Doté d'une santé de fer, malgré son hygiène de vie singulière, l'idole de River Plate a la particularité d'être le premier joueur à remporter les championnats nationaux de quatre pays différents.

## Biographie
Il a la particularité d'avoir remporté les championnats nationaux de quatre pays différents, seul le championnat d'Uruguay lui fait défaut.
Positionné en meneur de jeu, sa technique et sa liberté sur le terrain comme électron libre lui laisse plus le choix de s'exprimer au mieux sur le rectangle vert. Moreno commence sa carrière dans les équipes de jeunes de River Plate jusqu'à l'âge de 18 ans avant que l'entraîneur hongrois Emerico Hirschl le sélectionne pour une tournée au Brésil. Ainsi, sa première apparition dans un match officiel a lieu contre le club brésilien de Botafogo.
Dès lors, il ne quitte plus l'équipe professionnelle et remporte le championnat argentin en 1936, 1937, 1941, 1942 et 1945 au sein d'une équipe de River baptisée La Máquina (« la machine ») dont fait partie notamment Juan Carlos Muñoz, Ángel Labruna, Adolfo Pedernera et Félix Loustau.

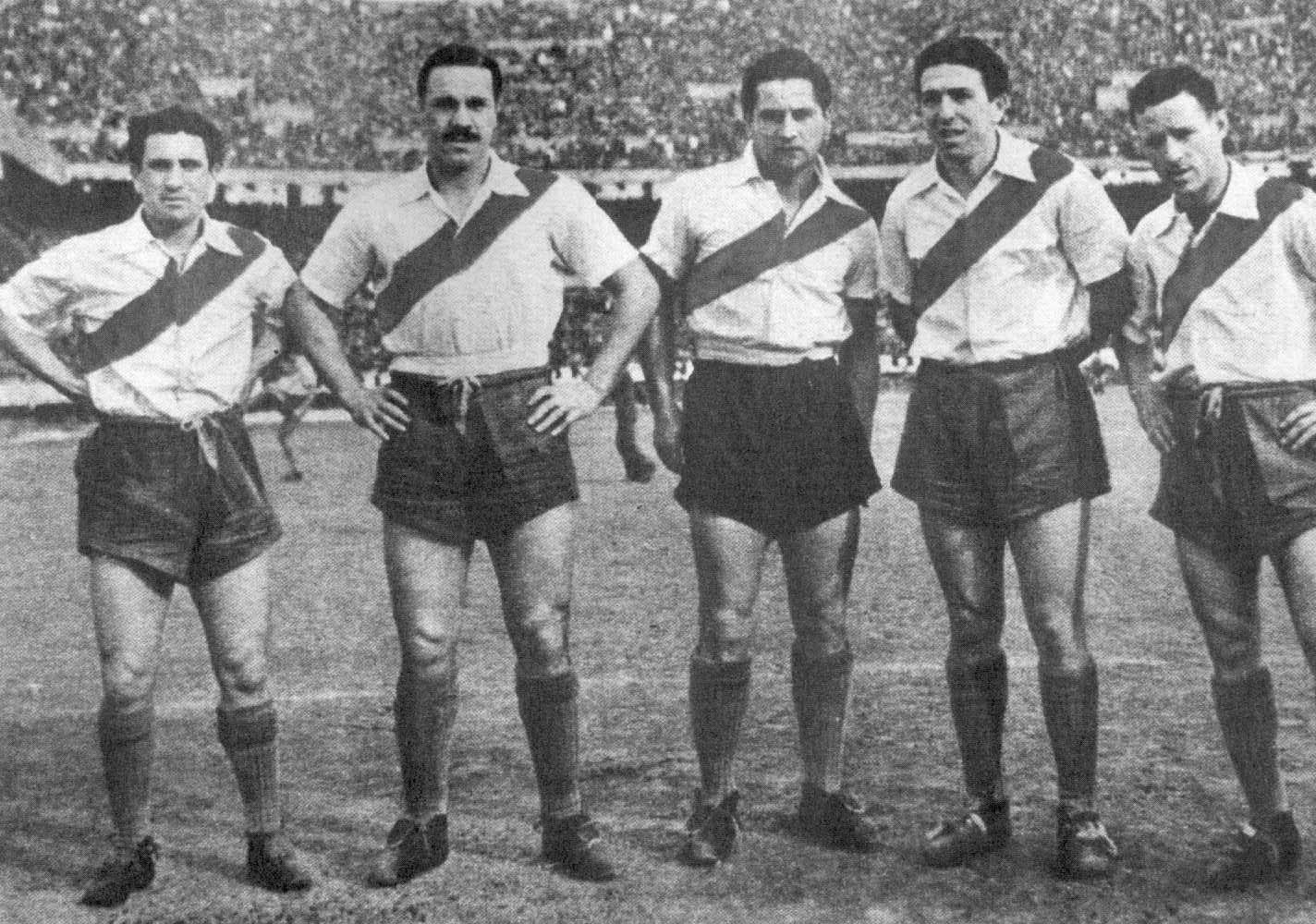
La Máquina : Muñoz, Moreno, Pedernera, Labruna et Loustau

Transféré au Club España au Mexique en 1944, il gagne le championnat mexicain en 1946 avant de revenir dans le club Porteños. En 1949, Moreno signe à Universidad Católica (Chili) où il obtient un nouveau titre de champion. De retour en Argentine en 1950, cette fois à Boca Juniors, il atteint la seconde place avec l'équipe.
Après un nouveau passage par Universidad Católica, puis aux Defensores de Montevideo (Uruguay) et enfin au Club Ferro Carril Oeste, il rejoint le championnat colombien en signant pour l'Independiente Medellín où il est également entraîneur-joueur. En Colombie, il remporte un titre de champion en 1955, et enfin son douzième et dernier titre en 1957. Il célèbre son jubilé avec l'Independiente lors d'un match amical contre Boca Juniors en 1961. Un match qu’il joue comme entraîneur et joueur, et qu’il gagne 5 buts à 2 en marquant ses deux derniers buts .
José Manuel Moreno compte 34 sélections et 19 buts en équipe d'Argentine entre 1936 et 1950, remportant les Copa América 1941, 1942 et 1947. Moreno inscrit notamment le 500e but de l'histoire de la Copa America en 1942 contre l'Équateur, match marqué par les cinq buts d'El Charro (12-0) qui termine meilleur buteur de cette édition en compagnie d'Herminio Masantonio.
Irrésistible selon les témoins de son temps, El Charro a toutefois eu la malchance de régner lors des années 40, époque privée de scène d'exposition planétaire, Seconde Guerre mondiale oblige. Ceux qui l'ont vu jouer parlent d'un talent irrésistible. « Je n'ai jamais vu de ma vie un joueur aussi fort » , dira ainsi Alfredo Di Stéfano, qui côtoya El Charro à River. Sa renommée restera confinée à l'Amérique latine. D'autant qu'un autre conflit, le prive aussi de la Coupe du monde 1950, quand l'Argentine boycotte le Mondial à cause d'un désaccord avec la Fédération brésilienne. D'ailleurs Diego Maradona qui a été élu meilleur footballeur argentin de tous les temps par la fédération est gêné de laisser derrière lui un grand joueur comme José Manuel Moreno. Aujourd'hui, un stade argentin porte son nom. Celui du Deportivo Merlo, le petit club qu'il a entraîné, avant de terminer ses jours le 26 août 1978, quelques semaines seulement après le premier sacre argentin en Coupe du monde.

## Clubs successifs
- 1935-1944 : River Plate ( Argentine)
- 1944-1946 : Club España ( Mexique)
- 1946-1949 : River Plate ( Argentine)
- 1949-1950 : Universidad Católica ( Chili)
- 1950 : Boca Juniors ( Argentine)
- 1951 : Universidad Católica ( Chili)
- 1952 : Defensor Sporting ( Uruguay)
- 1953 : Club Ferro Carril Oeste ( Argentine)
- 1954-1961 : Independiente Medellín ( Colombie)

## Palmarès
- Champion d'Argentine en 1936, 1937, 1941 et 1942 (River Plate)
- Champion du Mexique en 1945 (Club España)
- Champion du Chili en 1949 (Universidad Católica)
- Champion de Colombie en 1955 et 1957 (Independiente Medellín)
- Vainqueur de la Copa América en 1941, 1945, 1946 et 1947 ( Argentine)